# Fulciniola snelleni
Fulciniola snelleni är en bönsyrseart som beskrevs av Henri Saussure 1871. Fulciniola snelleni ingår i släktet Fulciniola och familjen Iridopterygidae. Inga underarter finns listade i Catalogue of Life.